# Кавеньяк, Жан Батист
Жан-Бати́ст Кавенья́к (фр. Jean-Baptiste de Cavaignac; 23 февраля 1762 — 24 марта 1829, Брюссель) — французский революционный деятель.
Родился в семье мэра Гурдона. Брат Жана Мари Кавеньяка. Юрист в парламенте Тулузы, член правления департамента Ло в 1790 году, Жан-Батист Кавеньяк был избран в Конвент от департамента Ло. Как член Конвента примкнул к партии монтаньяров. Он голосует за смерть короля во время суда над Людовиком XVI и мало заседает в Конвенте, находясь в основном в командировках (миссиях). Его отправили в Брест, откуда он протестовал против ареста жирондистов (2 июня 1793 г.), затем в Нант и Вандею, в Пиренеи. Организовал в 1793 году в Байонне военную комиссию — передвижной революционный трибунал, за действия которого обвинялся в чрезмерной жестокости, но был оправдан. Был представителем Конвента при мозельской и рейнской армиях.  1 прериаля III года (21 мая 1795 г.) он возглавлял войска, ответственные за защиту Конвента, но оказался не в состоянии помешать восставшим парижанам войти в зал заседаний. 13 вандемьера IV года (5 октября 1795 г.) он помог Полю Баррасу подавить восстание роялистов.
Кавеньяк выполнял второстепенные функции при консульстве и империи. Во время Ста дней был префектом. Изгнанный из Франции как цареубийца, умер в Брюсселе.